# Meatîn, Hoșcea
Meatîn (în ucraineană М'ятин) este un sat în comuna Poseahva din raionul Hoșcea, regiunea Rivne, Ucraina.

## Demografie
Componența lingvistică a localității Meatîn
     Ucraineană (99,7%)
     Alte limbi (0,3%)
Conform recensământului din 2001, majoritatea populației localității Meatîn era vorbitoare de ucraineană (99,7%), existând în minoritate și vorbitori de alte limbi.